# Vieux cimetière de Soignies
Le vieux cimetière de Soignies en Belgique fut le cimetière de la ville jusqu'en 1890. De configuration ancienne, il a gardé ses caractéristiques médiévales. Les premiers écrits mentionnant ce site datent du premier quart du XIVe siècle.

## Historique
L'histoire du vieux cimetière de Soignies est éminemment liée à celle de la cité, dont il est - après la Collégiale romane dont il n'est distant que de cent cinquante mètres - le cœur.

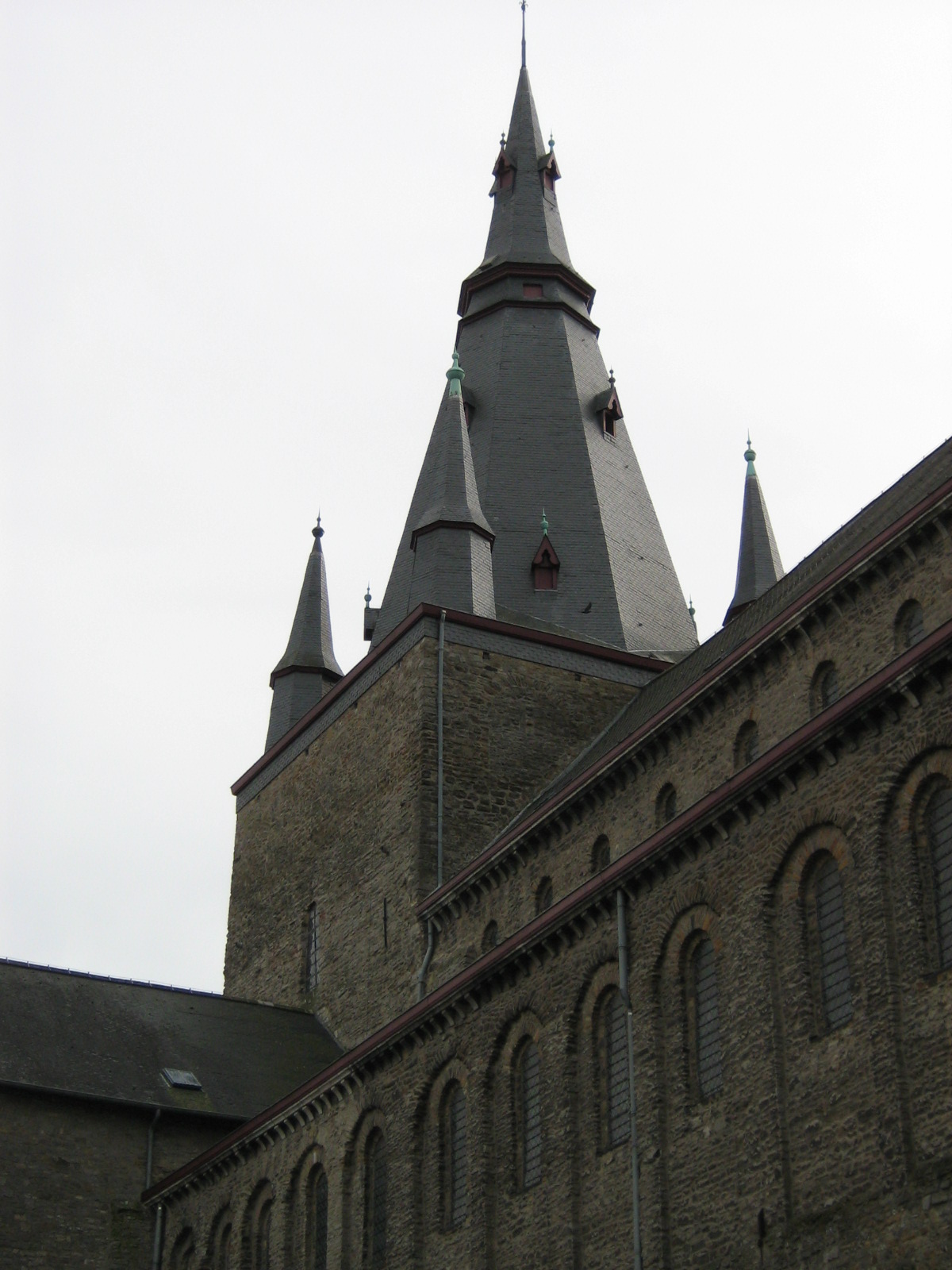
La Collégiale Saint-Vincent.

Au XVIIe siècle il était communément admis que ce site fut investi à la suite des pillages normands du IXe siècle (880), après la destruction de l'antique monastère fondé par Saint-Vincent Madelgaire. Cette hypothèse devrait sereinement être vérifiée à l'occasion d'une campagne de fouille.

## Les monuments

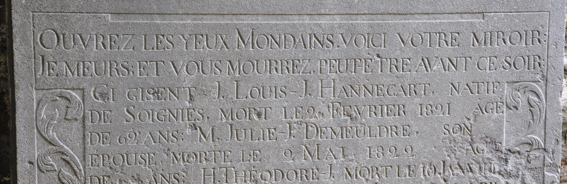
Ouvrez les yeux Mondains. Voici votre miroir. Je meurs et vous mourrez peut-être avant ce soir.

Plus de cent cinquante monuments ont été inventoriés sur le site. Parmi les familles les plus représentées, les Bottemanne, les Pater, les Wincqz, les Rombaux sont tous liés à l'exploitation de la Pierre Bleue de Soignies.
Le Parc du Cimetière comporte également un Calvaire (ressemblant à ceux que l'on trouve en Bretagne) dont la réalisation fut confiée à Nicolas Legros (père et fils) en 1808. 14 des chapelles décrivent un chemin de croix qui débute à la gauche de l'entrée pour se terminer, ayant fait le tour de la chapelle, à sa droite. Parmi les monuments remarquables, citons également la chapelle Bottemanne, dont la console est ornée de deux angelots, un Homme aux vers, des épitaphes interpellant les passants (Vado mori… Je vais mourir…) et une multitude d'autres.

## La chapelle
En 1896, la Chapelle accueille les collections du Cercle archéologique du Canton de Soignies qui fait la part belle aux éléments archéologiques retrouvés au cours de différentes campagnes de fouilles, à l'armement ancien, à la sculpture, aux usages du temps jadis… La multitude des collections en font un véritable cabinet de curiosités.

### Quelques dates

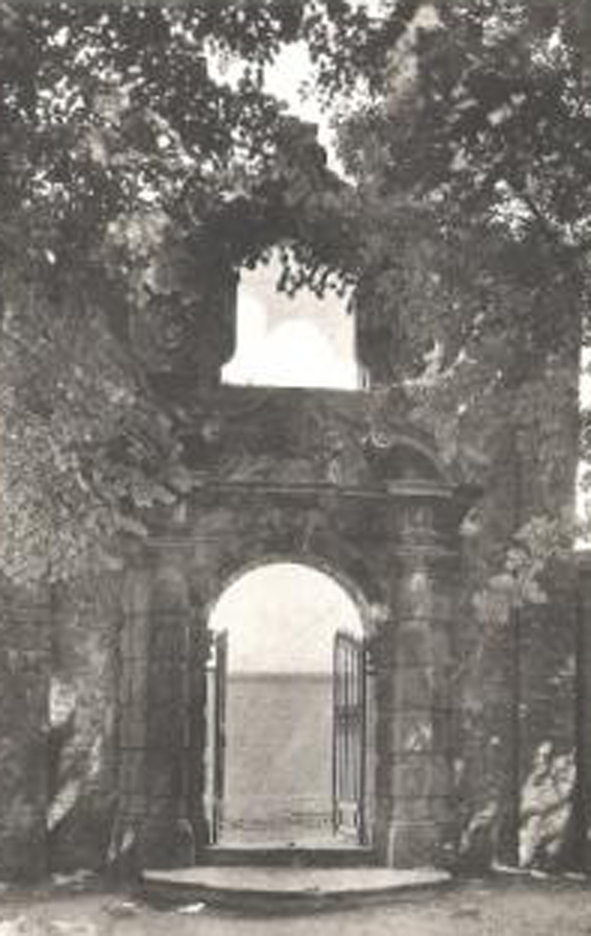
Le portail baroque replacé au Vieux Cimetière.

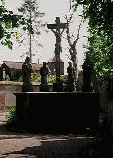
Le calvaire - Nicolas Legros - 1808

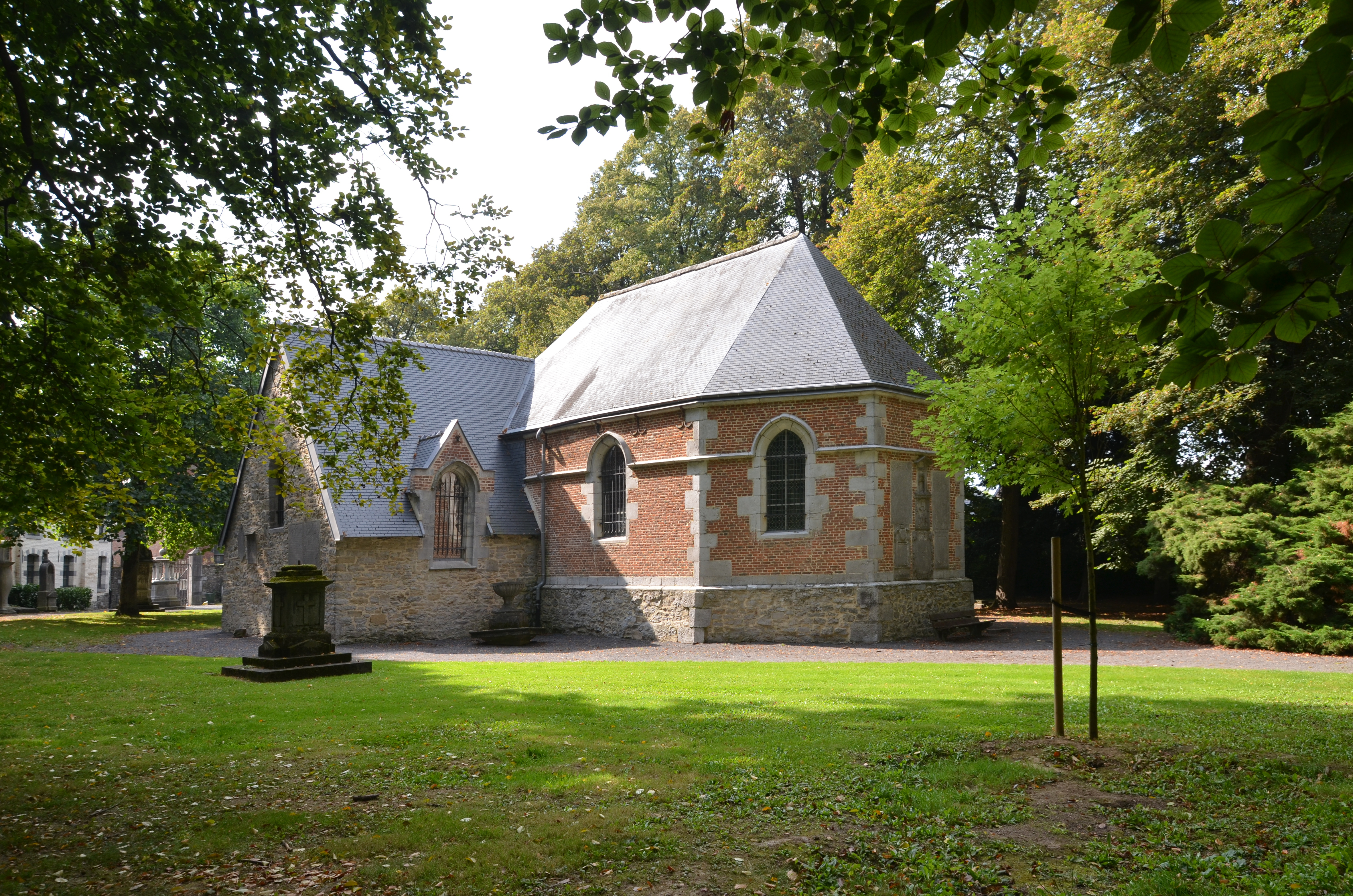
L'abside construite en 1643.

- XIIe siècle : édification de la Chapelle du Vieux Cimetière,  une « mononef, orientée, à chevet plat, en moellons calcaires et en grès »[3]
- 1320 : première mention relative au cimetière, qualifié de « nouvel âtre » par rapport à l'ancien âtre, qui jouxtait le périmètre de la Collégiale jusqu'au XIIe siècle.
- 1349 : date de la plus ancienne lame funéraire retrouvée dans la chapelle du Vieux Cimetière
- 1643 : adjonction d'une abside à l'édifice médiéval, qui jouera désormais le rôle de Chœur, modifiant ainsi l'organisation liturgique de l'espace.
- 1808 : édification du calvaire
- 1866 : Dernière grande épidémie de choléra à Soignies, 300 sonégiens sont enterrés dans une fosse commune le long du mur d'enceinte à l'arrière du site.
- 1890 : le site est désaffecté au profit du « grand cimetière » (Chaussée de Braine). Certains pensaient qu'il était à l'origine de contaminations des puits tout proches (le souvenir de l'épidémie de 1866 est encore dans toutes les mémoires), au premier rang desquels la fontaine Saint-Vincent. Face aux velléités de suppression pure et simple du site, Amé Demeuldre milite en faveur d'un classement.
- le 23 juillet 1893 : Amé Demeuldre fonde le Cercle (devenu Royal depuis) Archéologique du Canton de Soignies.
- 1894-1896 : importante restauration du site et de sa chapelle (la charpente est entièrement refaite)
- 1896 : sous l'impulsion d'Amé Demeuldre, la chapelle devient un musée et accueille les collections du Cercle Archéologique.
- 1901 : le mur d'enceinte arrière est percé et accueille le portail baroque démantelé de la porte latérale de la collégiale. La ruelle traversant le Vieux Cimetière et faisant la jonction entre la rue Henri Leroy (jadis rue du Nouvel âtre) et la rue du rempart est obturée.
- 1949 : arrêté de classement du Vieux Cimetière signé par le régent Charles[4].

## René Magritte
René Magritte entretenait un lien particulier avec le site du Vieux Cimetière. Il confiait ceci, lors d'une conférence qu'il a tenue en 1938 :

« Dans mon enfance, j’aimais jouer avec une petite fille, dans le vieux cimetière désaffecté d’une petite ville de province. Nous visitions les caveaux souterrains dont nous pouvions soulever les lourdes portes de fer et nous remontions à la lumière, où un artiste peintre, venu de la capitale, peignait dans une allée du cimetière, très pittoresque avec ses colonnes de pierres brisées jonchant les feuilles mortes. L’art de peindre me paraissait alors vaguement magique et le peintre doué de pouvoirs supérieurs. »

— Extrait de La Ligne de Vie conférence prononcée par René Magritte en 1938.

## Modélisation 3D du Vieux cimetière

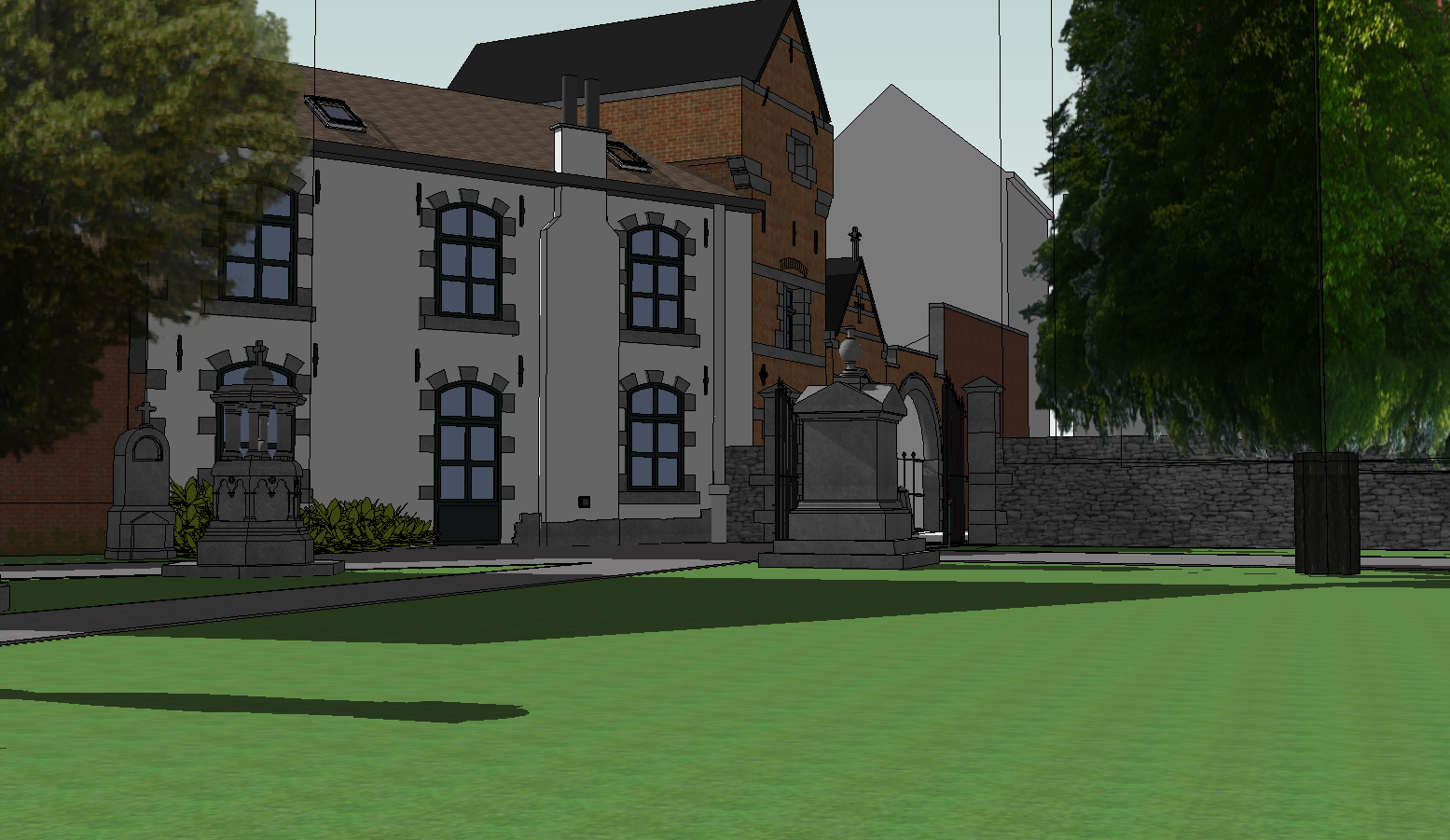
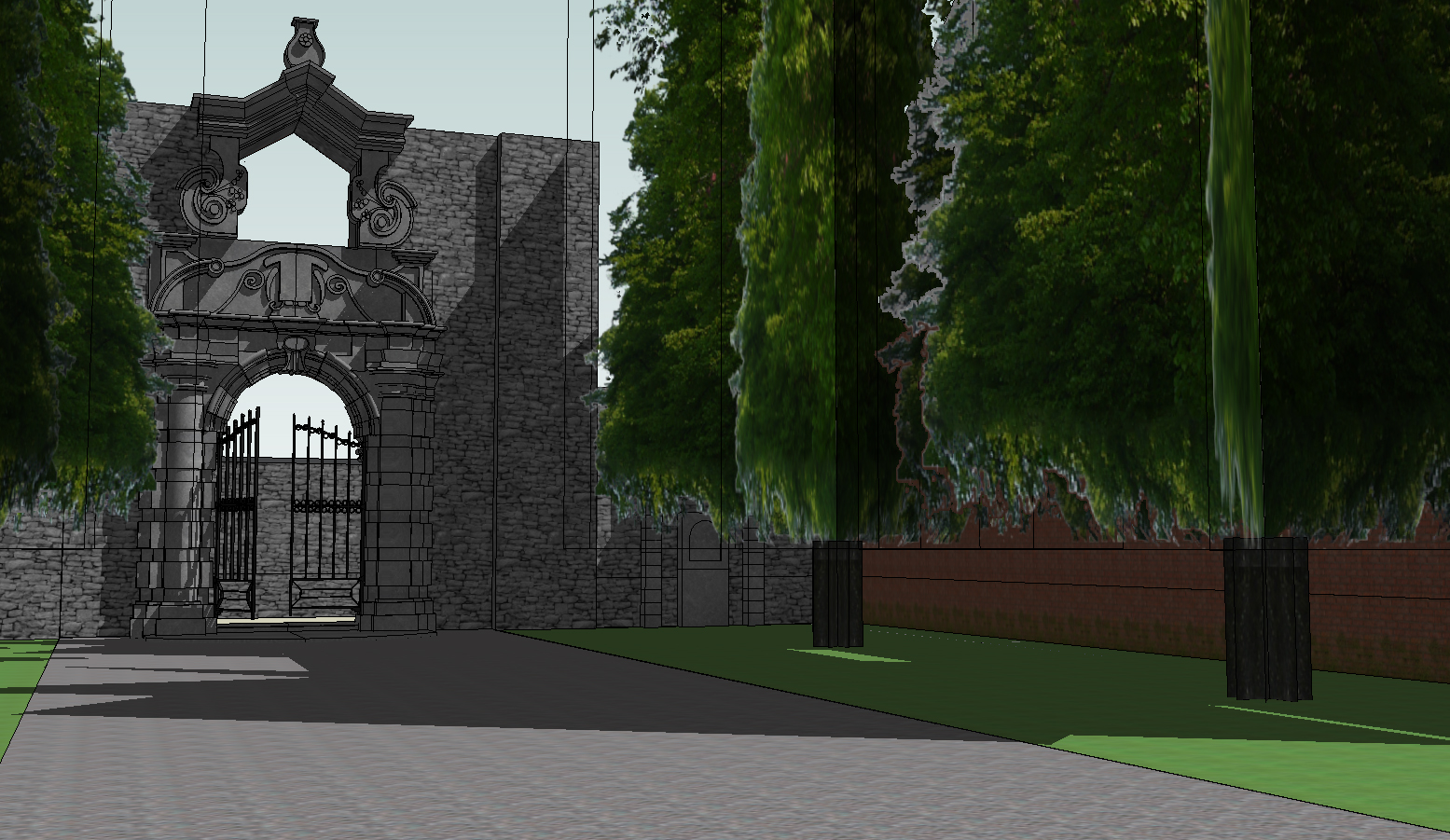
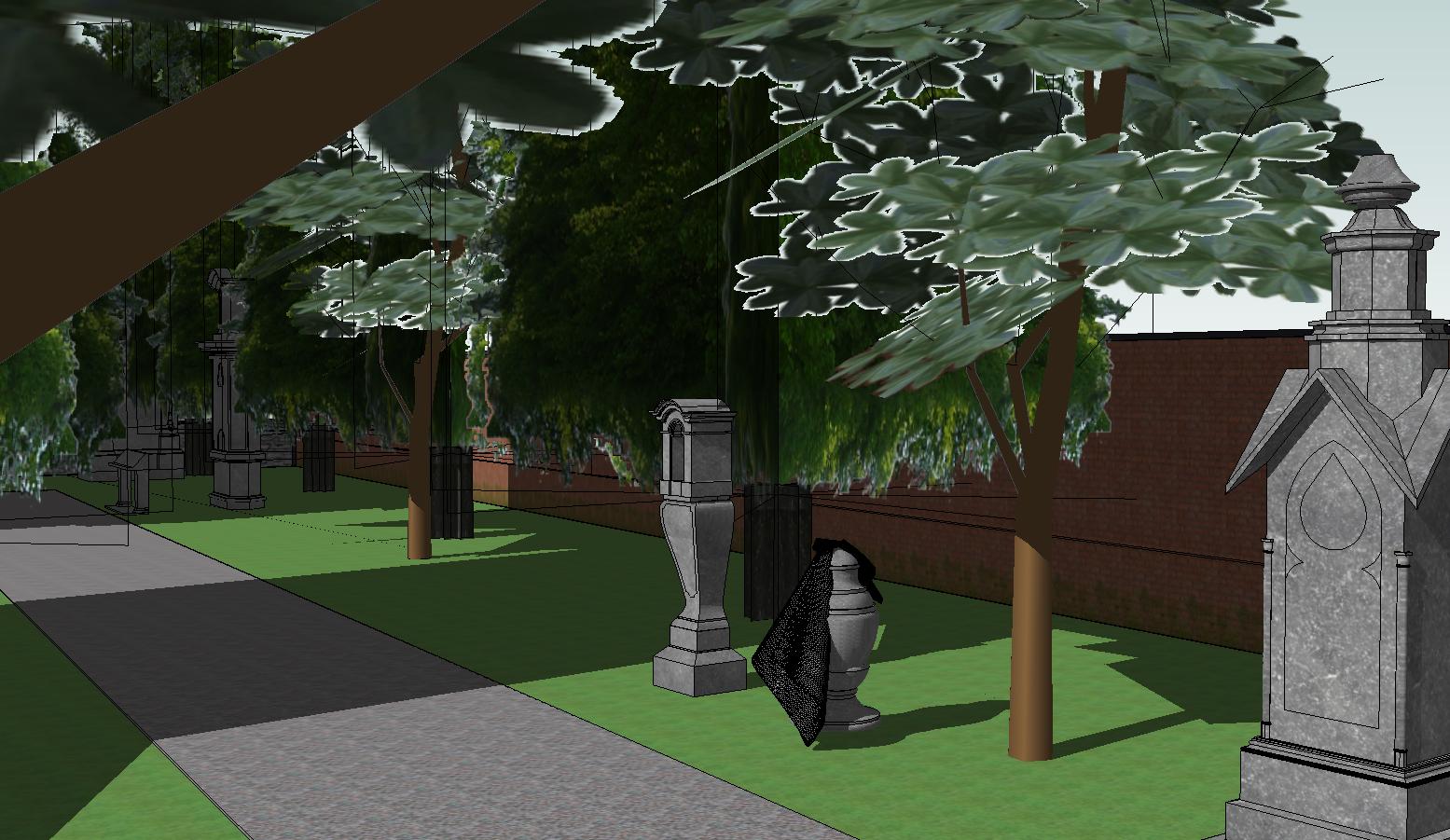
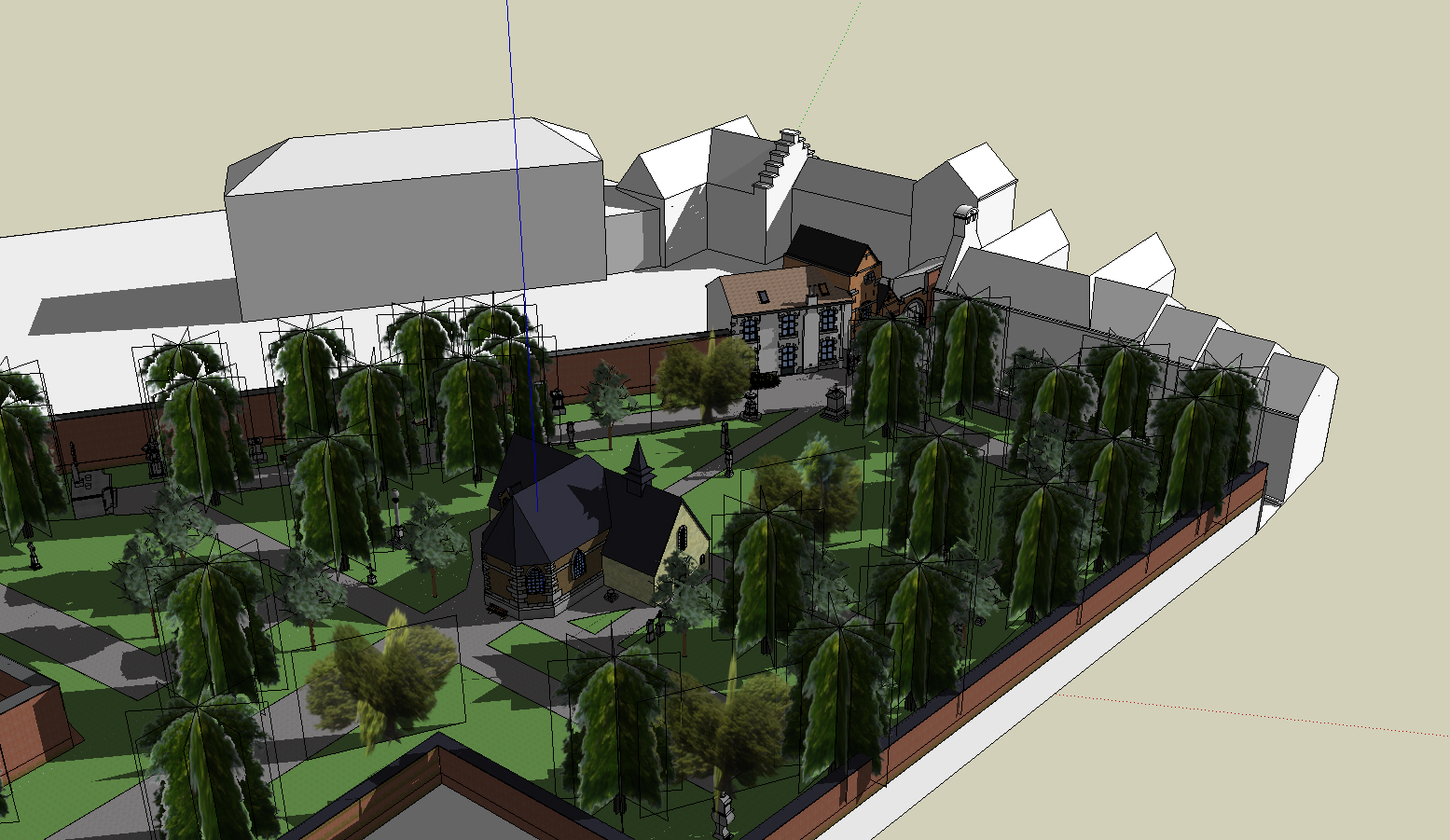
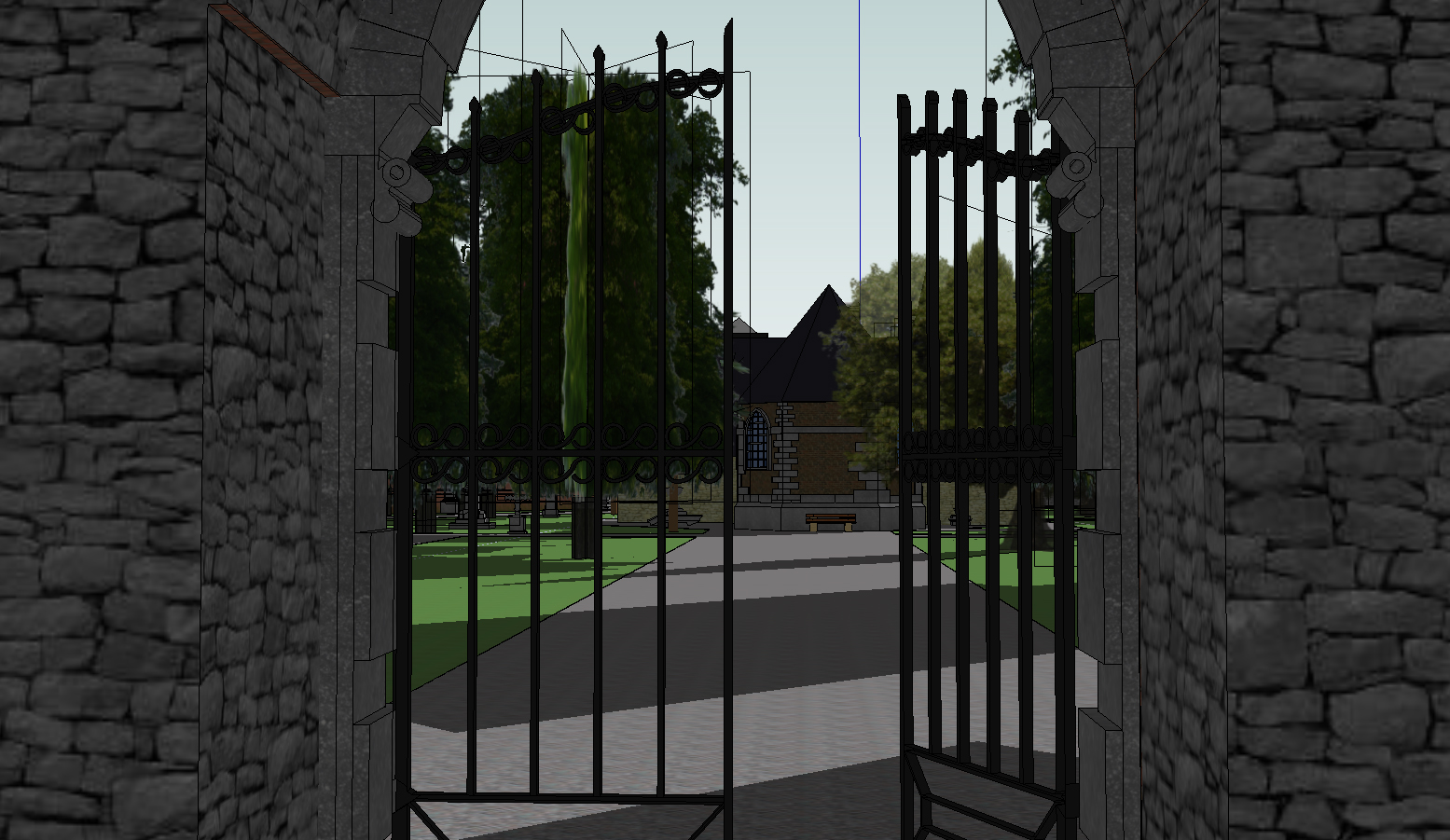
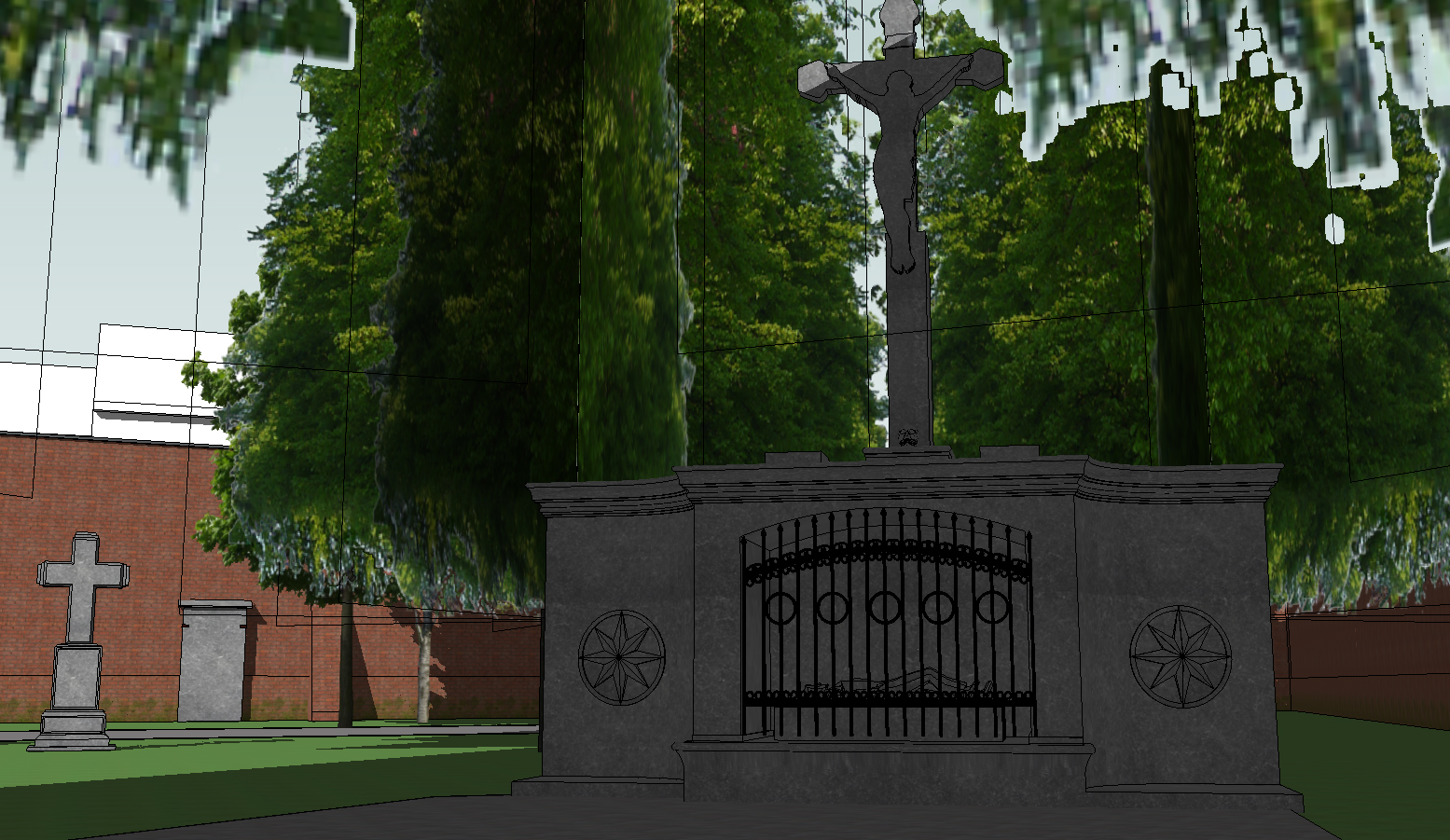
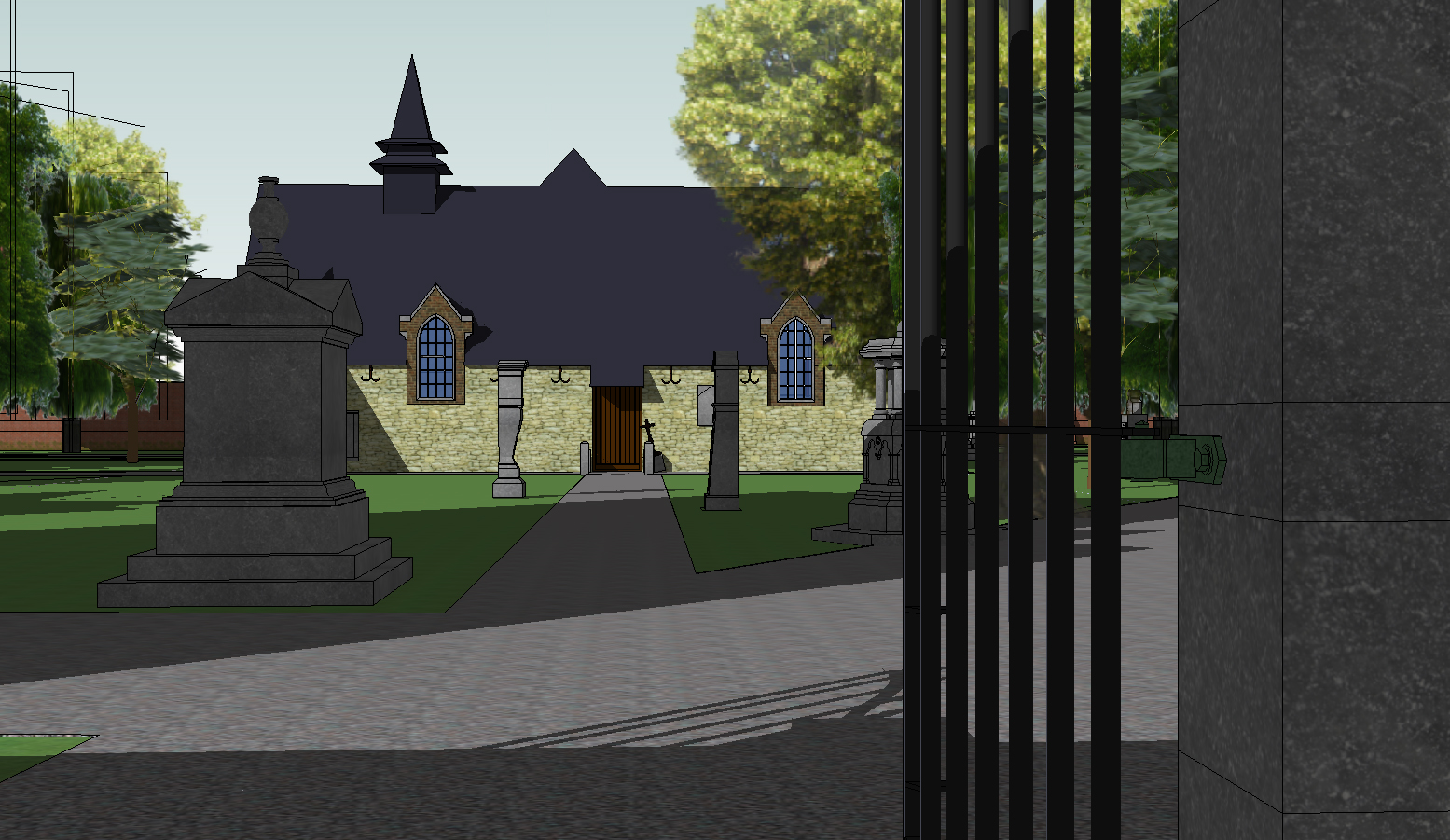
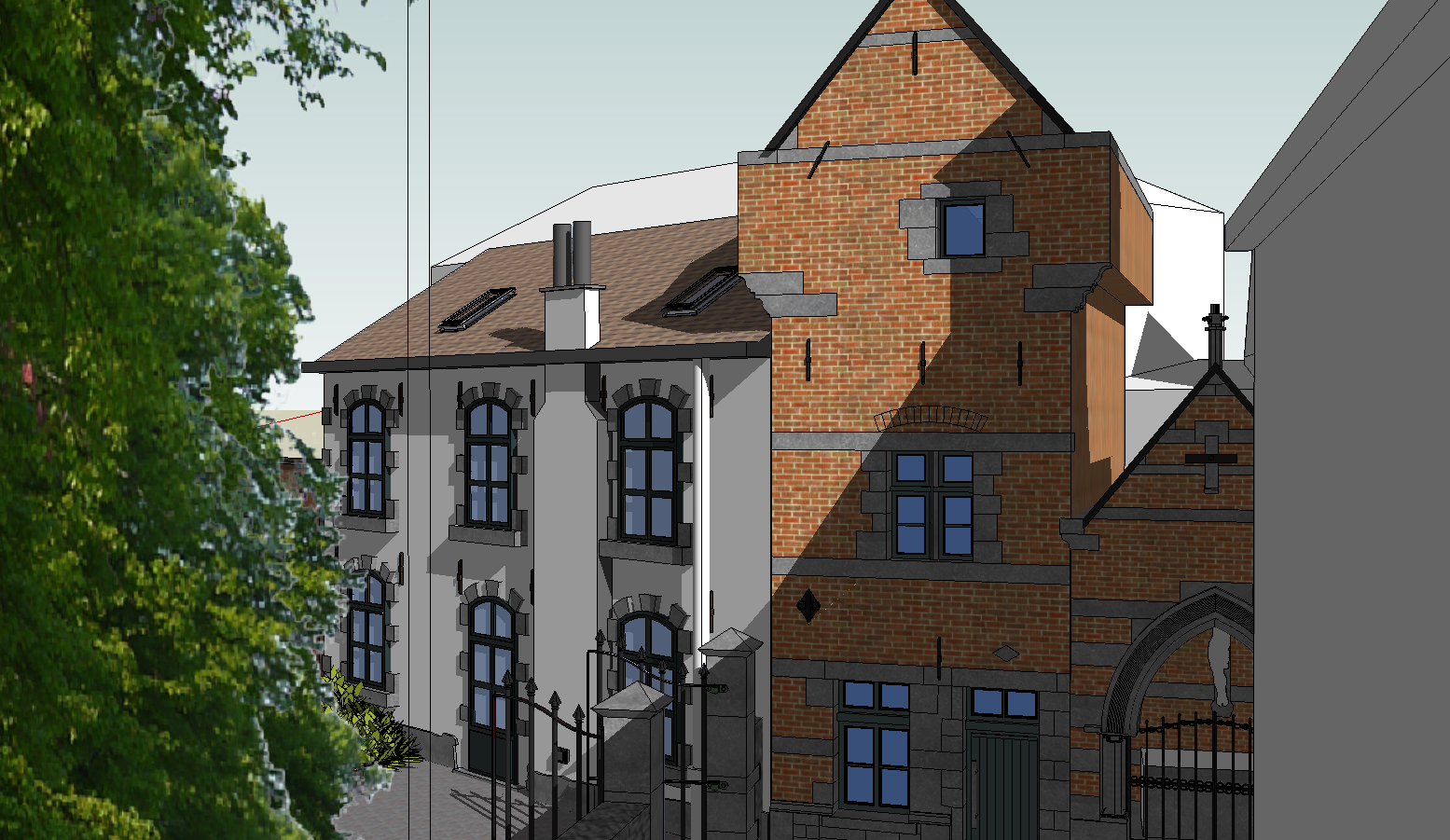
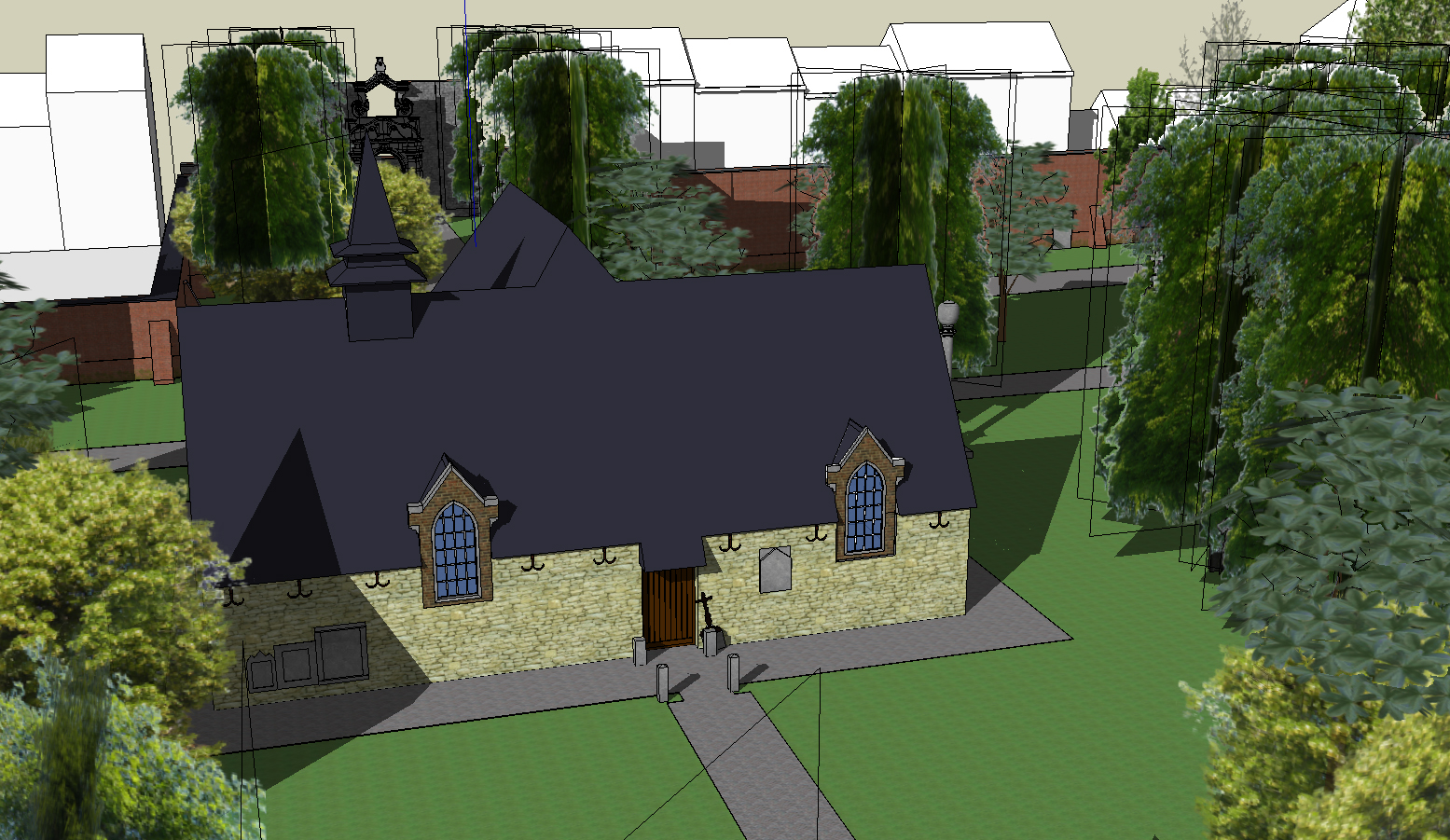
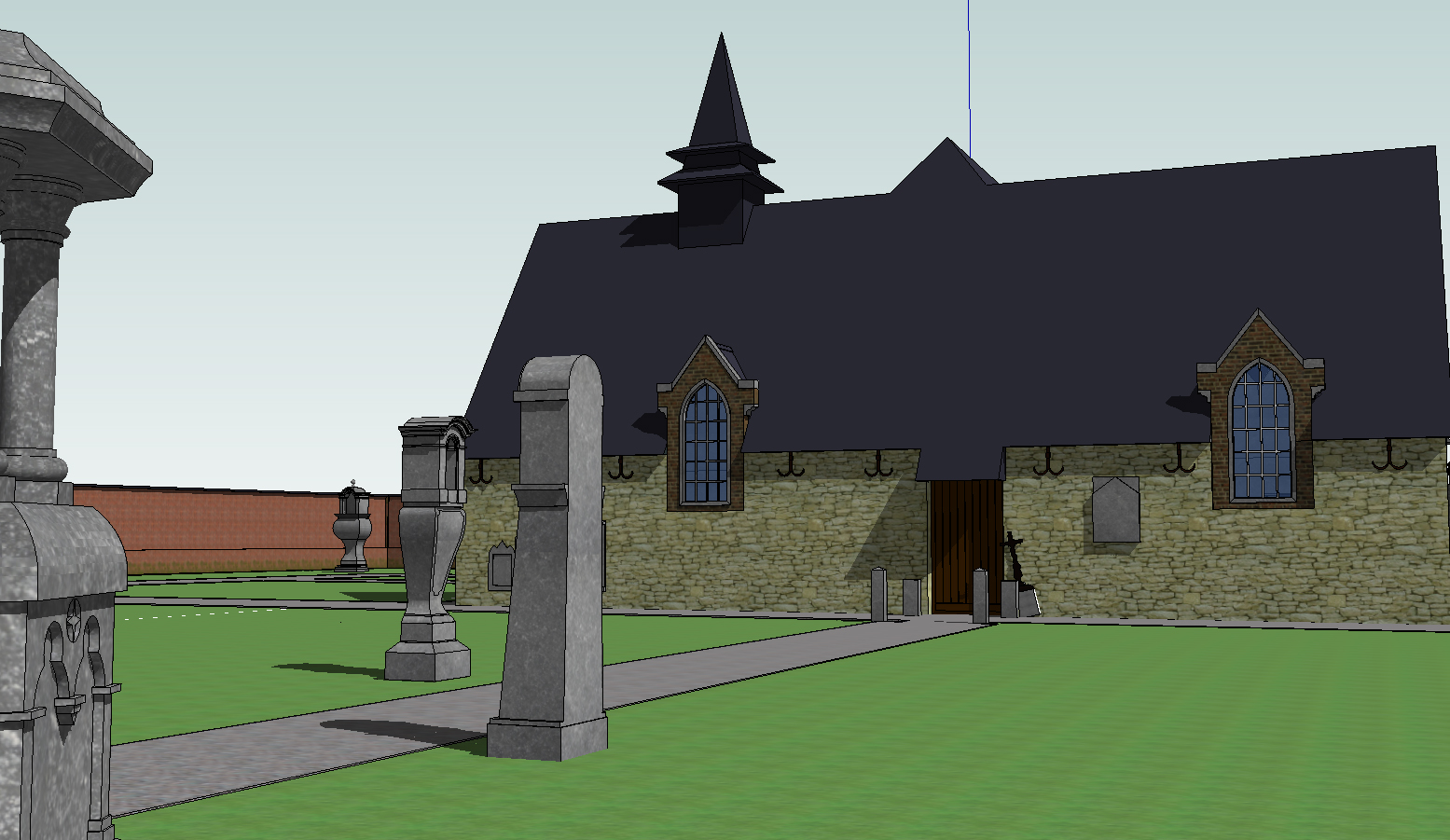
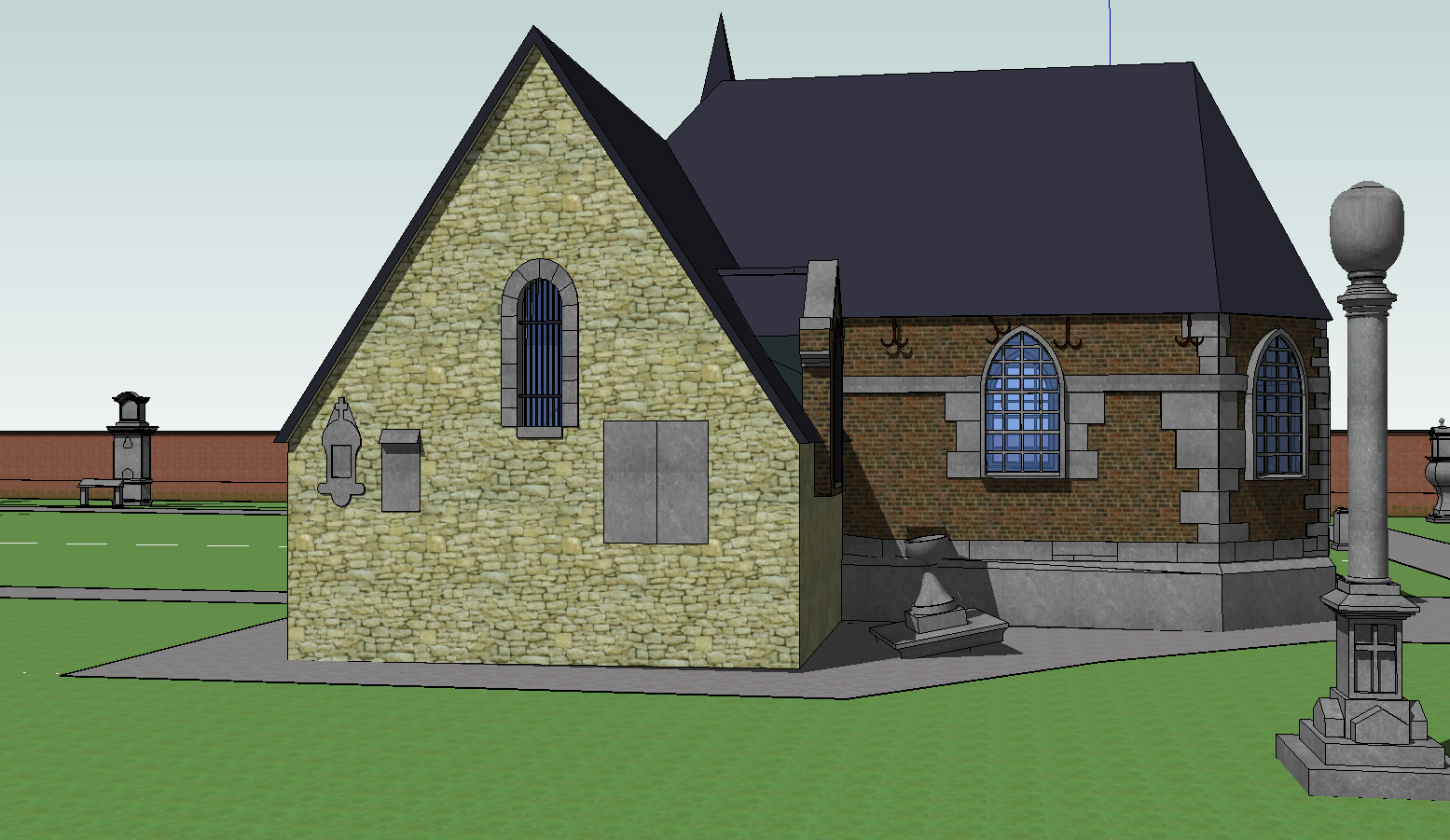
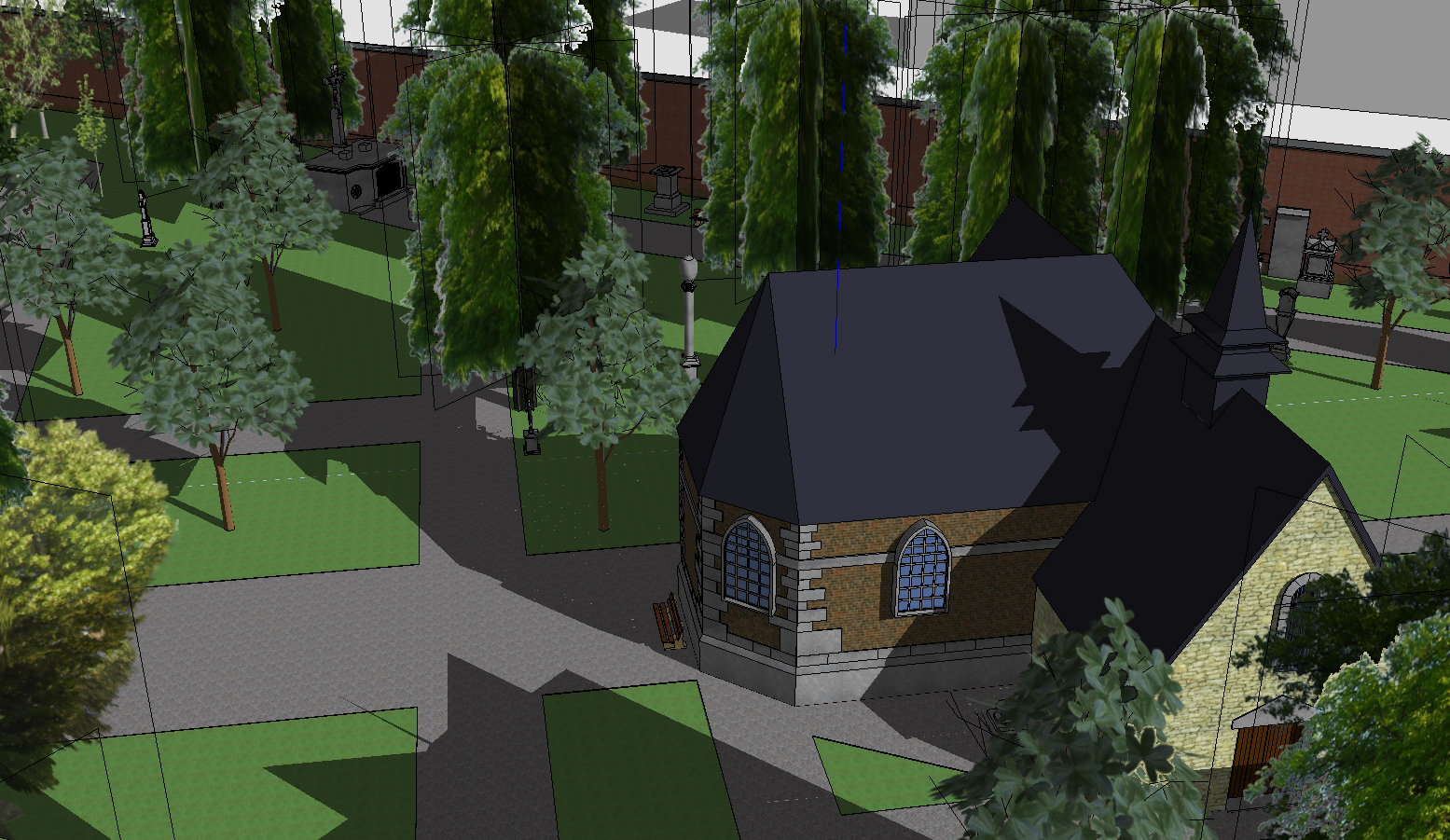